# Ао (деревня)
А́о (эст. Ao) — деревня в волости Вяйке-Маарья уезда Ляэне-Вирумаа, Эстония.
До реформы местных самоуправлений 2017 года входила в состав волости Ракке.

## География и описание
Расположена в 37 километрах к югу от уездного центра — города Раквере, у дороги Коэру—Ракке, в верхнем течении реки Пылтсамаа. Высота над уровнем моря — 90 метров.
Климат умеренный. Официальный язык — эстонский. Почтовый индекс — 46303.

## Население
По данным переписи населения 2021 года, в Ао проживали 29 человек, все — эстонцы.
Численность населения деревни Ао по данным переписей населения:
| Год  | 1959 | 1970 | 1979 | 1989 | 2000 | 2011 | 2021 |
| ---- | ---- | ---- | ---- | ---- | ---- | ---- | ---- |
| Чел. | 109  | ↘ 95 | ↘ 81 | ↘ 62 | ↘ 59 | ↘ 49 | ↘ 29 |

## История
В письменных источниках 1536 года упоминается Hackeueyde, 1559 года — Hackeweide, 1732 года — Ao.  
Не позднее 1559 года рядом с деревней была основана мыза Гагевейде (нем. Hackeweid). В 1845 году она стала побочной мызой рыцарской мызы Лёвенвольде (нем. Löwenwolde, Лийгвалла, эст. Liigvalla mõis), к 1897 году была продана как хутор Hageveid. Отдельно существовала и деревня Ао (эст. Ao küla).
На военно-топографических картах Российской империи (1846–1863 годы), в состав которой входила Эстляндская губерния, деревня обозначена как Гагевейде.

## Известные уроженцы
- Фельман, Фридрих Роберт (1798—1850) — эстонский писатель и врач[5][13].